# Seán Brady (kardinal)
Seán Brady (Drumcalpin, 16. kolovoza 1939.) irski je kardinal Katoličke Crkve. Bio je nadbiskup Armagha i primas cijele Irske od 1996. do 2014. godine.
Kao svoje biskupsko geslo odabrao je: Jesum Christum Cognoscere, što znači: "Upoznati Isusa Krista".